# Muntanyes de Bistrița

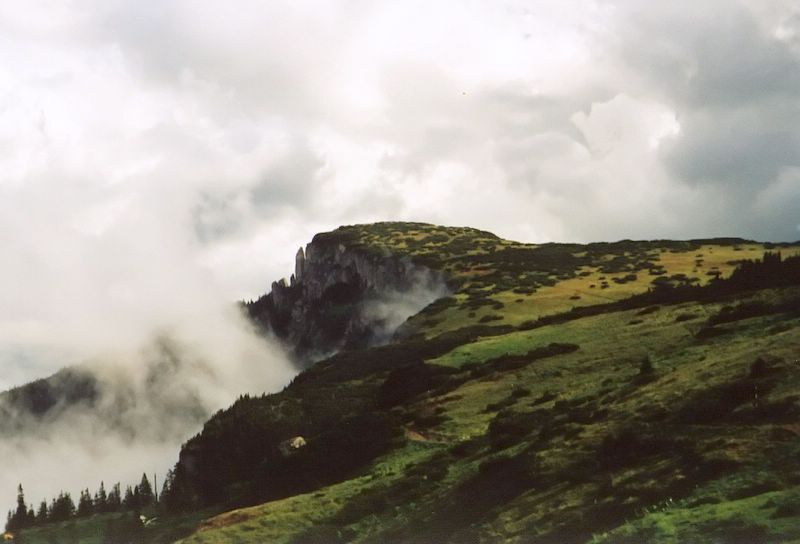
Pic Ocolașul Mare, al massís de Ceahlău

Les muntanyes de Bistrița (en romanès: Munții Bistriței; en hongarès: Besztercei-havasok) són serralades al nord central de Romania.
Geològicament aquestes serres es consideren part del grup dels Carpats Orientals Interiors. Dins de Romania, però, és tradicional dividir els Carpats orientals al territori romanès en tres grups geogràfics (nord, centre, sud), en lloc dels Carpats orientals exteriors i interiors. A continuació s'indica la categorització romanesa.
La serra de Bistrița consta de les següents muntanyes.
- Muntanyes Bistrița (Munții Bistriței) per se, que comprèn
  - Massís de Pietrosul (Masivul Pietrosul; literalment: Massís Rocós)
  - Massís de Budacul (Masivul Budacul)
  - Massís de Ceahlău (Masivul Ceahlău). Amb aquest últim a vegades considerat un rang diferent. A Romania es consideren part dels Carpats centrals de Moldàvia i Transsilvània (Munții Carpați Moldo-Transilvani), o "MMT"

- Cresta Mestecăniș (Obcina Mestecăniș). A Romania es consideren part dels Carpats septentrionals de Maramureș i Bucovina (Munții Carpați ai Maramureșului și Bucovinei), o "MMB"
- Depressió Dorna (Depresiunea Dornei) MMB
- Muntanyes Giumalău-Rarău (Munții Giumalău-Rarău) MMB
- Muntanyes Giurgeu (Munții Giurgeului) MMT
- Muntanyes Hășmaș (Munții Hășmașu Mare) MMT